# Oriotaris dasi
Oriotaris dasi är en ödleart som beskrevs av  M.B. Shah och KÄSTLE 2002. Oriotaris dasi ingår i släktet Oriotaris och familjen agamer.
Artens utbredningsområde är Nepal. Inga underarter finns listade i Catalogue of Life.